# Herb województwa mińskiego

Herb województwa mińskiego

Herb województwa mińskiego przedstawiał w polu czerwonym konnego rycerza ze wzniesionym nad głową mieczem i tarczą z herbem własnym Władysława Jagiełły: podwójnym złotym krzyżem w polu błękitnym. Uprząż końska również jest barwy błękitnej. Herb obowiązywał do 1793 roku.
Zobacz też Pogoń (herb).